# M-509
La carretera M-509 és una carretera gestionada per la Comunitat de Madrid. Es divideix en dues parts: El Plantío - Majadahonda i Majadahonda - Villanueva del Pardillo. Enllaça l'A-6 (carretera de la Corunya) amb la M-503 (Aravaca - Villanueva de la Cañada).